# Lorenzo Macrì
Lorenzo Macrì (Aosta, 13 dicembre 1950) è un doppiatore e direttore del doppiaggio italiano.

## Biografia
Ha studiato recitazione con Susan Strasberg e Irina Promptova, lavorando come attore teatrale con Umberto Orsini nella compagnia del Teatro Eliseo di Roma. Ha recitato al fianco di Mario Scaccia, Salvo Randone, Gabriele Lavia, Monica Guerritore, Gianni Santuccio, Bianca Toccafondi, Turi Ferro, Domenico Modugno, Pamela Villoresi, Ottavia Piccolo, Salvo Randone sia nel repertorio classico che in quello contemporaneo.
Come doppiatore, è conosciuto per aver doppiato Daniel Day-Lewis in Nel nome del padre e The Boxer. Inoltre ha doppiato Tom Hollander, Christopher Walken, Timothy Hutton e David Duchovny nel film Beethoven. In seguito è divenuto anche direttore del doppiaggio e dialoghista in molti film e serie televisive.

## Doppiaggio

### Cinema
- Tom Hollander in Enigma, Gosford Park, Possession - Una storia romantica
- Daniel Day-Lewis in Nel nome del padre, The Boxer
- David Thewlis in Dragonheart
- Christopher Walken ne I protagonisti
- David Duchovny in Beethoven
- Bill Paxton in I trasgressori
- Howie Long in La rapina
- Frank Aquilino in Un boss sotto stress
- Danny Huston in Eden
- Eric Stoltz in L'ultima profezia
- David Costabile in Prime
- Paul Johansson in Darkness Falling
- David Nykl in Atto di guerra
- Anthony LaPaglia in Bugie pericolose
- Timothy Hutton in Maledetta ambizione
- James McDaniel in Sunshine State
- David Gianopoulos in Candyman 2 - L'inferno nello specchio
- Álvaro Guerrero in Amores perros
- Samuel Le Bihan in Le cousin
- Renè Bazinet in Alegria
- Shirō Sano in Il sole
- Ren Ōsugi in Persona
- Levan Outchaneichvili in Oligarkh
- Michael Rispoli in Il giurato

### Film d'animazione
- Mouse in Armitage III: Dual-Matrix

### Televisione
- Jon-Erik Hexum in Cover Up
- Byron Cherry in Hazzard
- Ben Jones in Hazzard (st. 5-7)[1]
- Louis Gossett Jr. in Giovani ribelli
- Linwood Boomer in La casa nella prateria (1ª voce)
- Brian Howe in Stan Hooper
- Alexis Dessaux in Julie Lescaut (1ª voce)

### Serie animate
- Samson in Daikengo il guardiano dello spazio
- Key ne La spada di King Arthur (edizione 1980)
- Gatti in Leone il cane fifone[2] (st. 1-3)